# Гульев, Александр Иванович
Александр Иванович Гульев (11 сентября 1901 — сентябрь 1984) — советский военачальник пограничных и внутренних войск, генерал-майор НКВД СССР (затем МВД СССР), 3-й командующий внутренними войсками НКВД СССР.

## Биография
Родился в городе Бахмуте в семье рабочего. Окончил начальную школу, работал каменщиком, маляром, чернорабочим на Прохоровском руднике.
В РККА с февраля 1918 года. Был рядовым бойцом, полковым делопроизводителем, писарем, полковым адъютантом. Служил в Грузии. Стал командиром взвода, затем командиром батареи 7 артиллерийского полка 7-й стрелковой дивизии.
В августе 1928 года окончил артиллерийские курсы усовершенствования комсостава РККА.
С апреля 1928 года был командиром артиллерийского дивизиона 9-го Нежинского стрелкового полка.
С января 1921 года по ноябрь 1922 года проходил обучение во Владикавказе (12-е Владикавказские пехотные курсы РККА).
С января по апрель 1931 года был преподавателем 1-й пограничной школы ОГПУ, затем — командир артиллерийского дивизиона
В мае 1934 года начал учёбу в Военной академии имени М. В. Фрунзе, в октябре 1937 года её окончил.
С осени 1937 года — начальник штаба Харьковского училища войск НКВД СССР
С 10 мая 1938 года — начальник отдела вооружения и боевой подготовки Главного управления пограничных войск НКВД СССР.
С 8 марта 1939 года — начальник Главного управления войск по охране железнодорожных сооружений НКВД СССР. С 26 февраля 1941 года — начальник Главного управления войск по охране железнодорожных сооружений и особо важных предприятий промышленной сети.
С ноября 1941 года — начальник Главного управления пограничных и внутренних войск.
С 11 мая 1942 года — начальник Высшей школы войск НКВД СССР. С 16 октября 1943 года — начальник Управления военно-учебных заведений войск НКВД.
С июня 1944 года — заместитель начальника Главного управления пограничных войск НКВД по кадрам (затем МВД СССР).
С июля 1949 года — начальник Курсов усовершенствования руководящего состава военного института МВД СССР.
С 26 апреля 1955 года — начальник 5-го отдела штаба Главного управления пограничных войск МВД СССР.
С 20 июня 1956 года — начальник оперативного отдела Главного управления пограничных и внутренних войск МВД.
С 1 апреля 1957 года — начальник оперативного отдела Главного управления пограничных войск КГБ СССР при Совете Министров СССР .
С сентября 1957 года в отставке. Жил в Москве.
Умер в сентябре 1984 года в Москве.

## Воинские звания
- Майор (14.03.1936)
- Полковник (20.04.1938)
- Комбриг (9.03.1939)
- Комдив (29.04.1940)
- Генерал-майор (4.06.1940)

## Награды
- Орден Ленина (21.02.1945)
- 3 Ордена Красного Знамени (25.12.1943, 3.11.1944, ...)
- Орден Суворова II степени (21.09.1945)
- 2 Ордена Красной Звезды (1940, ...)
- медали
- Нагрудный знак «Заслуженный работник НКВД» (6.01.1944)
- знак «50 лет пребывания в КПСС»